# Nymphargus luminosus
Nymphargus luminosus är en groddjursart som först beskrevs av Pedro M. Ruiz-Carranza och Lynch 1995.  Nymphargus luminosus ingår i släktet Nymphargus och familjen glasgrodor. IUCN kategoriserar arten globalt som starkt hotad. Inga underarter finns listade i Catalogue of Life.